# Ајтаска (Тексас)
Ајтаска (енгл. Itasca) град је у америчкој савезној држави Тексас. По попису становништва из 2010. у њему је живело 1.644 становника.

## Демографија
Према попису становништва из 2010. у граду је живело 1.644 становника, што је 141 (9,4%) становника више него 2000. године.
| Група             | 2000.       | 2010.       |
| Белци             | 831 (55,3%) | 850 (51,7%) |
| Афроамериканци    | 256 (17,0%) | 254 (15,5%) |
| Азијати           | 1 (0,1%)    | 2 (0,1%)    |
| Хиспаноамериканци | 397 (26,4%) | 529 (32,2%) |
| Укупно            | 1.503       | 1.644       |